# Ginkgo
Ginkgo es un género de gimnospermas. Este clado, de amplia distribución temporal pues se conocen fósiles desde el Triásico hasta el Mioceno, tuvo su máxima diversidad durante el Mesozoico. De las más de 30 especies conocidas únicamente una de ellas, Ginkgo biloba, sobrevive en la actualidad.
El orden Ginkgoales apareció probablemente durante el periodo Pérmico aunque el género Ginkgo se conoce por primera vez en el registro fósil a principios del Triásico. El grupo sufrió una fuerte especiación durante el Mesozoico con máximo de especies conocidas en el Jurásico. A finales del Cretácico el género ve reducido su número de especies y su distribución geográfica apareciendo representado en el Cenozoico por media decena de especies. Durante el Paleoceno únicamente parecen sobrevivir dos especies Ginkgo adiantoides y Ginkgo jiayinensis, que tuvieron una distribución muy limitada. El género desaparece del registro fósil durante el Mioceno considerándose extinto hasta la localización de la única especie viva, Ginkgo biloba en el siglo XVII.
Las especies fósiles se caracterizan por la anatomía y morfología de sus hojas. Estas hojas pueden alcanzar hasta 20 cm de longitud y poseen un largo peciolo y una lámina con forma de abanico, a veces profundamente lobulada. El peciolo posee dos haces vasculares que dicotomizan en la base de la hoja para recorrer paralelas toda la lámina hasta el borde del ápice. En algunas especies aparecen también dos venas marginales resultado de la fusión de varias venas de la lámina. Se conoce la presencia tanto de especies anfistomáticas, con estomas en haz y envés, como hipostomática, con estomas únicamente en el envés. Los estomas se distribuyen aleatoriamente y poseen dos células de guardia y entre 4 y 6 células accesorias. Se supone que todas las especies del género son dioicas, con ejemplares masculinos y femeninos aunque los fósiles de la mayor parte de ellas no se conocen con tanto detalle.

## Taxonomía
- División Ginkgophyta
  - Clase Ginkgopsida
    - Orden Ginkgoales
      - Familia Ginkgoaceae
        - Género Ginkgo
          - Especie †Ginkgo adiantoides
          - Especie †Ginkgo apodes
          - Especie †Ginkgo beckii
          - Especie Ginkgo biloba
          - Especie †Ginkgo bonesii
          - Especie †Ginkgo chloronoviae
          - Especie †Ginkgo cranei
          - Especie †Ginkgo digitata
          - Especie †Ginkgo diminuta
          - Especie †Ginkgo dissecta
          - Especie †Ginkgo gardneri
          - Especie †Ginkgo ginkgoidea
          - Especie †Ginkgo gomolitzkyana
          - Especie †Ginkgo huolinhensis
          - Especie †Ginkgo oishii
          - Especie †Ginkgo pilifera
          - Especie †Ginkgo samylinae
          - Especie †Ginkgo sertensis
          - Especie †Ginkgo shiguaiensis

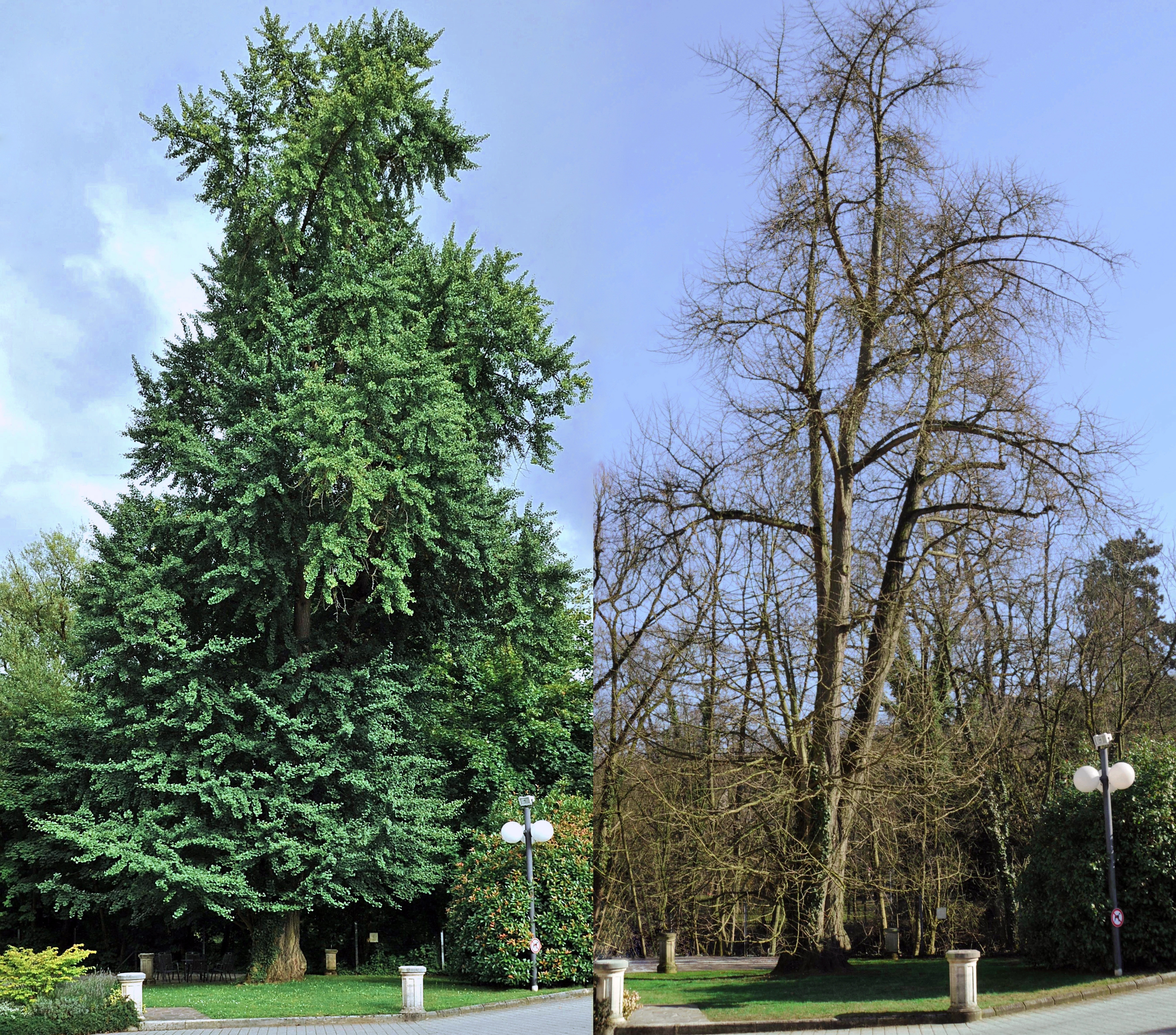
Ginkgo biloba en verano e invierno.

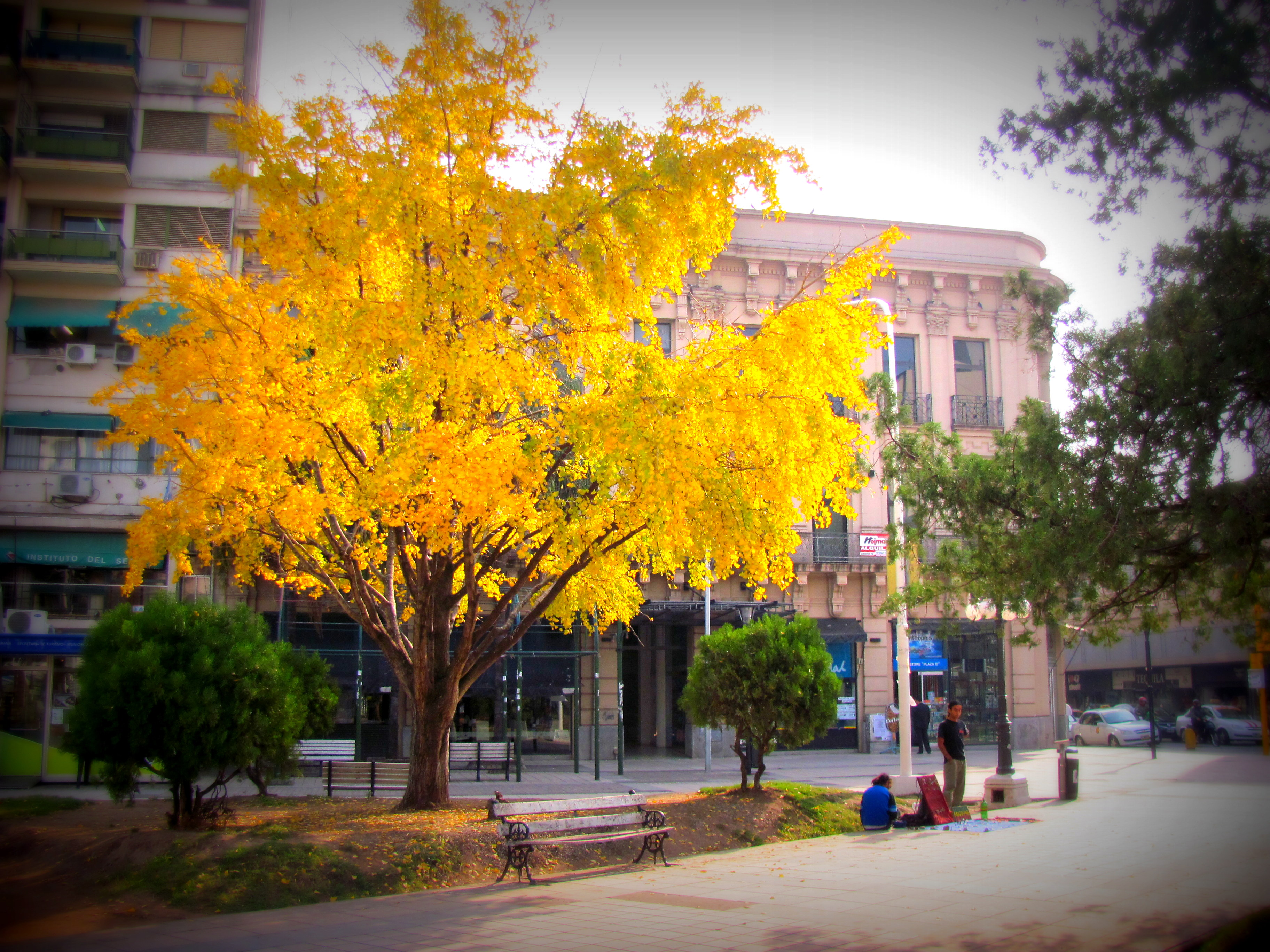
Ginkgo biloba en otoño.

          - Especie †Ginkgo spitsbergensis
          - Especie †Ginkgo taipigensis
          - Especie †Ginkgo tatjanae
          - Especie †Ginkgo transsenonicus
          - Especie †Ginkgo tzagajanica
          - Especie †Ginkgo yimaensis
          - Especie †Ginkgo wyomingensis